# Paula Weishoff
Paula Weishoff, nascida em Hollywood (California-EUA) é uma ex- voleibolista norte-americana, que obteve duas medalhas pela Seleção dos Estados Unidos de Voleibol Feminino nos Jogos Olímpicos de Verão: 1984 (Medalha de Prata) e  1992 (Medalha de Bronze) e disputou a Jogos Olímpicos de Verão de 1996 e não conseguiu nenhuma medalha.Formou-se em  1980 na USC (University of Southern California) em  West Torrance High School e introduzida no Volleyball Hall of Fame in 1998.

## Competições Internacionais
- 1981 NORCECA (Medalha de Ouro)[2]
- 1982 Campeonato Mundial (Medalha de Bronze)[2]

- 1983 NORCECA (Medalha de Ouro)[2]

- 1983 Pan-americano de Caracas (Medalha de Prata)[2]

- 1984 Jogos Olímpicos de Verão de 1984 (Medalha de Prata)[2]

- 1985 - NORCECA (Medalha de Prata)[2]

- 1986 Jogos da Amizade (Goodwill Games) (Medalha de Bronze)[2]

- 1986 Campeonato Mundial de Voleibol Feminino de 1986 (10º Lugar)[2]

- 1991 NORCECA (Medalha de Prata)[2]

- 1991 Copa do Mundo de Volei Feminino (4º Lugar)[2]

- 1992 Jogos Olímpicos de Verão de 1992 (Medalha de Bronze)[2]

- 1992 FIVB Super Four (Medalha de Bronze)[2]

- 1995 Grand Prix de Volei (Medalha de Ouro)[2]

- 1996 Jogos Olímpicos de Verão de 1996(7ºLugar)[2]

Na categoria juvenil foi medalha de prata no Festival Olímpico dos EUA(1979) Se destacou pela força de bloqueio e domínio da bola, fortemente agressiva nas partidas.Jogou 9 temporadas no voleibol italiano Cassana Dadda (1984-1985), Civc Civ Modena (1985-1988), Reggio Emilia (1988-91),   Civc Civ Modena (1992-93), após longos anos na Itália, decide atuar no voleibol brasileiro  pelo Leite Moça Sorocaba(1994-1995), onde conquistou o titulo da superliga. Em 1995 passou pelo voleibol japonês e  conduziu o Daiei a conquista do liga profissional japonesa.  Continua dedicando-se ao vôlei, pois possui pós-graduação e assistente técnica do voleibol feminino da USC, contribuindo com o esporte, compartilhando suas habilidades, e suporte aos novos talentos.Paula vive em Irvine, Califórnia, com seu marido Karl Hanold e integra  desde 2009 a comissão técnica como assitete técnica da seleção dos estados unidos para Olimpiada de Londres 2012.

## Premiações Individuais
- MVP Olimpíada Juvenil EUA (1980)[5][2]
- MVP atuando pelo Cassana Dadda (1984)[5][2]
- MVP atuando pelo Cassana Dadda (1985)[5][2]
- MVP nos Jogos Olímpicos de Verão de 1984[5][2]
- Melhor jogadora da Liga Italiana 4 temporadas[5][2]
- Jogadora Destaque nos Jogos Olímpicos de Verão de 1992[5][2]
- MVP nos Jogos Olímpicos de Verão de 1992[5][2]
- MVP na Liga Japonesa Profissional 1995[5][2]